# Kurt Cobain
Kurt Donald Cobain (20. února 1967 Aberdeen – 5. dubna 1994 Seattle) byl americký zpěvák, kytarista, skladatel, hlavní zpěvák a zakladatel grungeové skupiny Nirvana. Hudební magazín Rolling Stone jej v osobním žebříčku hudebního redaktora Davida Frickeho označil v roce 2003 za 12. nejlepšího kytaristu všech dob a v roce 2011 se v obecném žebříčku času umístil na 73. příčce.

## Dětství
Kurt Cobain se narodil 20. února 1967 v malém americkém městečku Aberdeen ležícím 140 km jihozápadně od Seattlu. Jeho matka Wendy pracovala jako servírka, otec Donald byl automechanik. Z počátku bydleli v Hoquiamu, ale když bylo Kurtovi 6 měsíců, přestěhovali se do Aberdeenu, kde později vznikla jeho skupina Nirvana. Kurtův otec si tam našel práci v místní drtičce odpadu, zatímco matka se starala o domácnost. Kurt byl už od dětství hodně hubený kvůli léku Ritalin, jejž bral proti hyperaktivitě. Kurt také trpěl BAP.
V Kurtových devíti letech se Cobainovi rozvedli, poněvadž jeho otec byl často mimo domov kvůli své profesi trenéra a rozhodčího v amatérském baseballu. Kurta to velmi poznamenalo, míval deprese a uzavřel se do sebe. Následkem toho začal kouřit marihuanu a začal rodiče, zejména otce, nenávidět. Oba rodiče uzavřeli nová manželství a Kurtovo dětství bylo poznamenáno neustálým stěhováním od matky k otci, jeden čas bydlel dokonce u prarodičů. Prostřednictvím strýce se seznámil s hudbou skupin jako Black Sabbath, Aerosmith či Led Zeppelin. Díky svým přátelům se seznámil s punkem (snad nejvíc na Kurta zapůsobily skupiny Melvins a Black Flag) a začal přemýšlet o založení vlastní kapely.

## Dospělost
Jeho první kapela měla název Fecal Matter, založena roku 1985, kde hrál Kurt Cobain se členy Melvins. Tato punková kapela neměla dlouhého trvání, nevydali jediné album. Zachovalo se pouze neoficiální demo Illiteracy Will Prevail. Vzápětí však byla založena Nirvana, a to roku 1987. Kurt Cobain je autorem drtivé většiny skladeb Nirvany. V roce 1989 vydala své první album nesoucí název Bleach, které se moc neprosadilo – proslavilo se až po Nevermind. O dva roky později, 24. září 1991, skupina vydala průlomové album Nevermind. Album obsahovalo hity jako „In Bloom“, „Come As You Are“, „Breed“, „Lithium“ a především „Smells Like Teen Spirit“ – jeden z největších hitů devadesátých let. V roce 1993 vydala poslední studiové album In Utero, které bylo hudebně i textově mnohem propracovanější, ale neproslavilo se v takové míře jako Nevermind (pravděpodobně kvůli jeho ponurosti a agresivitě), ale vyšly z něj hity jako „Heart-shaped box“, „All Apologies“, „Rape Me“ nebo „Pennyroyal Tea“.
Dne 24. února 1992 v 25 letech se Kurt Cobain na Waikiki na Havaji oženil se zpěvačkou Courtney Love ze skupiny Hole, a 18. srpna 1992 se jim narodila dcera Frances Bean Cobain.

## Smrt
Kurt byl několikrát hospitalizován kvůli své těžké závislosti na heroinu stejně tak jako Courtney Love. Právě kvůli ní, depresi, drogám a také nemoci žaludku (kterou nikdo nedokázal pojmenovat, natož léčit) ztrácel i tu poslední chuť žít. Dne 6. dubna 1994 ho hledali v jeho domě dva mladíci, protože se už nějakou dobu neukázal na veřejnosti, ale nevěděli, že leží v garáži mrtev, kde den předtím 5. dubna 1994 zemřel. O dva dny později ho našel elektrikář. Policie bez většího vyšetřování konstatovala smrt vlastním přičiněním. Měl brokovnicí prostřelenou hlavu, zároveň byla ale v jeho krvi zjištěna smrtelná dávka heroinu. Vzhledem ke zvláštnímu způsobu (podle některých neproveditelnému), jakým měla být sebevražda vykonána, se brzy poté vynořila řada spekulací, že byl ve skutečnosti zavražděn svojí manželkou, přičemž důvodem měl být rozvod, o který Kurt žádal. O Kurtově sebevraždě se často pochybuje právě kvůli dávce heroinu, kterou měl v krvi. Při takovém množství heroinu údajně neměl být schopen uklidit drogové náčiní do krabičky, zvednout brokovnici a namířit ji proti sobě. U jeho těla byl nalezen dopis na rozloučenou pro manželku Courtney a jeho dceru Frances adresovaný imaginárnímu kamarádovi z dětství Boddahovi: „miluju vás, miluju vás“. V dopisu kromě jiného uvedl citát z písně Neila Younga: „It’s better to burn out, than to fade away.“ – „Je lepší shořet, než vyhasnout.“ O Kurtově sebevraždě koluje nespočetně mnoho spekulací. Svou předčasnou smrtí se tak dostal do klubu 27. V rozhovoru s MTV Cobainova manželka Courtney Love tvrdila, že krátce před sebevraždou jí Kurt řekl, že už nechce být součástí kapely Nirvana.

## Související písně jiných skupin
O písni „Ricochet“ od skupiny Faith No More se povídá, že byla napsána v den Kurtovy smrti, tudíž se často na setlistech kapely uvádí jako „Nirvana“.
V okamžiku Kurtovy smrti hrálo v jeho přehrávači album Automatic for the People od R.E.M., s jejímž zpěvákem Michaelem Stipem se Kurt přátelil a který byl kmotrem Kurtovy dcery. Právě R.E.M. později vydala na albu Monster píseň „Let Me In“ jako čest Kurtově památce.
Skupina Red Hot Chili Peppers (s jejímž basistou Flea se Kurt také přátelil) vydala roku 1995 na albu One Hot Minute píseň „Tearjerker“, která pojednává o Kurtově životě a smrti.
Z českých autorů je to potom například Robert Kodym s písní Laura a Tomáš Klus a jeho píseň Čas.

## Filmy
- Kurt & Courtney (1998)
- Last Days (2005)
- Kurt Cobain: About a Son (2006)
- Kurt Cobain: Montage of Heck (2015)
- Soaked in Bleach (2015)